# Jund Al-Aqsa
Jund al-Aqsa (àrab: جند الأقصى, Jund al-Aqṣà, ‘Exèrcit d'al-Aqsa’) o, en català, els Defensors d'al-Aqsa, és un grup rebel islamista que ha estat actiu durant la Guerra Civil de Síria. Anteriorment conegut com a Sarayat al-Quds (‘Brigades d'al-Quds'), el grup va ser fundat per Abu Abdul Aziz al-Qatari com una unitat que formava part del Front Al-Nusra. El grup més tard es va fer independent després de no estar d'acord amb una ràpida campanya de captació d'Al-Nusra, i de la seva rivalitat amb l'Estat Islàmic. A principis de 2014, el grup estava format per combatents àrabs provinents de diversos països. Tanmateix, a finals de l'any 2014, s'havia convertit en un grup format en la seva majoria per combatents sirians, la majoria d'ells havien estat membres d'altres grups rebels sirians.